# Santa Apolonia (Wenezuela)
Santa Apolonia – miasto w Wenezueli, w stanie Trujillo.